# هرمان كوهن
هرمان كوهن (بالألمانية: Hermann Cohen )‏ (و. 1842 – 1918 م) هو فيلسوف، وعالم، وأستاذ جامعي، من ألمانيا، ولد في كسويغ، توفي في برلين، عن عمر يناهز 76 عاماً.

## التعليم
تعلم في Jewish Theological Seminary of Breslau ‏، وجامعة فريدرش فيلهيلم في برلين.

## مناصب وهيئات
أدار جامعة ماربورغ.

## روابط خارجية
- هرمان كوهن على موقع الموسوعة البريطانية (الإنجليزية)